# Wolfgang von Kap-herr
Wolfgang (Wolf) Ludwig Richard Alfred Carl Johann Freiherr von Kap-herr, später auch Wolfgang Kap-herr (* 2. November 1898 in München; † 7. August 1970 in Salzburg) war ein deutscher Oberst i. G. der Wehrmacht und Präsident des Salzburger Automobil-, Motorrad- und Touring-Clubs (SAMTC).

## Leben

### Herkunft
Wolfgang von Kap-herr entstammte der Adelsfamilie von Kap-herr, die direkten Vorfahren bewirtschafteten u. a. Begüterungen in Sachsen und Mecklenburg. Er war ein Sohn des Alfred von Kap-herr (1864–1931) und Katharina, geb. Heberlein (1868–1951), Tochter des Beamten Christian Heberlein und der Emma Müller. Sein Vater wurde in St. Petersburg geboren und war Mitbesitzer des Allodgutes in Klein Vielen mit Nebenbesitz Hartwigshof, gesamt 1.108 ha Umfang, Amt Waren, Mecklenburg. Wolfgang von Kap-herr hatte Geschwister, seine ältere Schwester Felicitas wurde Konzertsängerin, blieb unvermählt, seine Schwester Olinda heiratete in New York einen irischen Diplomaten, der Bruder Alfred wurde Unternehmer. Seine Tante Ida war mit dem Kammerherrn und General Georg von Criegern verheiratet.

### Werdegang
Wolfgang von Kap-herr kämpfte im Ersten Weltkrieg und war 1919 als Fähnrich im 1. Chevaulegers-Regiment. Hier diente er als Zugführer in der 2. Eskadron.
Nach Kriegsende studierte er Rechtswissenschaften und wurde promoviert.
In der Wehrmacht wurde er am 25. Oktober 1943 als Oberst im Stab des Panzer-Armeeoberkommandos 2 mit dem Deutschen Kreuz in Silber ausgezeichnet. 1944 war er Oberquartiermeister beim Oberbefehlshaber Südost.
Nach dem Krieg kam er nach Salzburg und wurde 1962 für sein Engagement im Landessportrat mit dem Goldenen Sportehrenzeichen des Landes Salzburg ausgezeichnet. Er war auch Präsident der Campagnereitergesellschaft. Nach dem Tod von Walter Haupolter übernahm er 1966 von ihm das Amt des Präsidenten des SAMTCs und blieb dies bis zu seinem Tod 1970.

### Familie
Am 20. Dezember 1921 heiratete er in Nürnberg die Pianistin Friederike Jauner, geschiedene d’Albert, (1889–1966). Seine Frau war von 1913 bis 1921 mit dem Komponisten und Pianisten Eugen d’Albert verheiratet und hatte mit ihm eine Tochter. In zweiter Ehe war von Kap-herr ab 13. Juni 1967 mit Ida Zechner (* 1927) verheiratet. Aus erster Ehe stammen drei Söhne, Wolfgang, gefallen als Leutnant 1944, Egmont, Leutnant a. D. und Kaufmann, sowie Sohn Gerhard, Dr. phil. Wolfgang von Kap-herr hat mehrere Enkelkinder.

## Genealogie
- Hans Friedrich von Ehrenkrook, Carola von Ehrenkrook, Friedrich Wilhelm Euler, Jürgen von Flotow-Stuer, Walter von Hueck, u. a.: Genealogisches Handbuch der Freiherrlichen Häuser. B (Briefadel). 1963. Band III, Band 31 der Gesamtreihe GHdA. Hrsg. Deutsches Adelsarchiv, C. A. Starke, Limburg an der Lahn 1963, ISSN 0435-2408, S. 225 f.
- Walter von Hueck, Friedrich Wilhelm Euler: Genealogisches Handbuch der Freiherrlichen Häuser. B (Briefadel). 1976. Band VI, Band 62 der Gesamtreihe GHdA, Hrsg. Deutsches Adelsarchiv, C. A. Starke, Limburg an der Lahn 1976, ISSN 0435-2408, S. 192.